# Aston Cricket Club
Aston Cricket Club är en brittisk cricketklubb i södra Cheshire, cirka åtta km söder om Nantwich. Klubben är medlem i Cheshire Cricket Alliance och spelar sen 2008 i  the Cheshire Cricket League.